# 新弗洛雷斯塔
新弗洛雷斯塔是巴西帕拉伊巴州的一个市镇。总面积58.839平方公里，总人口11020人，人口密度187.3人/平方公里。